# Tournoi d'ouverture du championnat d'Argentine de football 1999
Navigation
Tournoi précédent Tournoi suivant
Le tournoi d'ouverture de la saison 1999 du Championnat d'Argentine de football est le premier tournoi semestriel de la 70e édition du championnat de première division en Argentine. Les vingt équipes sont regroupées au sein d'une poule unique où elles affrontent une fois chacun de leurs adversaires. Il n'y a ni promotion, ni relégation à l'issue de ce tournoi.
C'est le River Plate qui remporte le tournoi après avoir terminé en tête du classement final, avec un seul point d'avance sur Rosario Central et trois sur le double tenant du titre, Boca Juniors. C'est le trentième titre de champion d'Argentine de l'histoire du club.

## Qualifications continentales
Le vainqueur du tournoi Ouverture est qualifié pour la Copa Libertadores 2001. De plus, à la suite de la décision de la CONMEBOL d'élargir la Copa Libertadores de 21 à 32 équipes dès l'édition 2000, la fédération argentine doit attribuer deux places supplémentaires, en plus de celles déjà obtenues par Boca Juniors et River Plate la saison dernière. Ce sont donc les deux meilleures équipes du tournoi Ouverture non encore qualifiées qui obtiennent leur billet. 

## Les clubs participants
| \| Buenos Aires La Plata Rosario Jujuy Santa Fe Córdoba \| Villes représentées lors de la saison 1999-2000 |
| Buenos Aires La Plata Rosario Jujuy Santa Fe Córdoba                                                       |

- Talleres (Córdoba)
- Argentinos Juniors
- Gimnasia y Esgrima (La Plata)
- Gimnasia y Esgrima (Jujuy)
- Rosario Central
- Unión (Santa Fe)
- Boca Juniors
- Ferro Carril Oeste
- Colón (Santa Fe)
- Belgrano (Córdoba)
- Independiente
- Lanús
- Newell's Old Boys (Rosario)
- Racing Club
- San Lorenzo de Almagro
- Estudiantes (La Plata)
- River Plate
- Vélez Sársfield
- Instituto (Córdoba) - Promu de Primera B Nacional
- Chacarita Juniors - Promu de Primera B Nacional

## Compétition
Le barème utilisé pour établir le classement est le suivant :
- Victoire : 3 points
- Match nul : 1 point
- Défaite : 0 point

### Classement
| Rang | Équipe                        | Pts | J  | G  | N | P  | Bp | Bc | Diff |
| ---- | ----------------------------- | --- | -- | -- | - | -- | -- | -- | ---- |
| 1    | River Plate                   | 44  | 19 | 13 | 5 | 1  | 42 | 21 | +21  |
| 2    | Rosario Central               | 43  | 19 | 14 | 1 | 4  | 34 | 18 | +16  |
| 3    | Boca JuniorsT                 | 41  | 19 | 12 | 5 | 2  | 36 | 15 | +21  |
| 4    | San Lorenzo de Almagro -3     | 33  | 19 | 10 | 6 | 3  | 30 | 15 | +15  |
| 5    | Talleres (Córdoba)            | 31  | 19 | 9  | 4 | 6  | 38 | 31 | +7   |
| 6    | Racing Club                   | 30  | 19 | 7  | 9 | 3  | 27 | 22 | +5   |
| 7    | Vélez Sársfield -3            | 27  | 19 | 8  | 6 | 5  | 28 | 17 | +11  |
| 8    | Chacarita JuniorsP            | 25  | 19 | 6  | 7 | 6  | 38 | 33 | +5   |
| 9    | Independiente                 | 25  | 19 | 6  | 7 | 6  | 19 | 21 | -2   |
| 10   | Estudiantes (La Plata)        | 23  | 19 | 6  | 5 | 8  | 29 | 33 | -4   |
| 11   | Lanús                         | 23  | 19 | 7  | 2 | 10 | 23 | 30 | -7   |
| 12   | Gimnasia y Esgrima (La Plata) | 21  | 19 | 4  | 9 | 6  | 28 | 28 | 0    |
| 13   | Newell's Old Boys (Rosario)   | 21  | 19 | 5  | 6 | 8  | 27 | 27 | 0    |
| 14   | Argentinos Juniors            | 21  | 19 | 4  | 9 | 6  | 20 | 22 | -2   |
| 15   | Unión (Santa Fe)              | 21  | 19 | 5  | 6 | 8  | 24 | 30 | -6   |
| 16   | Instituto (Córdoba)P -3       | 19  | 19 | 5  | 7 | 7  | 23 | 30 | -7   |
| 17   | Colón (Santa Fe)              | 19  | 19 | 5  | 4 | 10 | 20 | 28 | -8   |
| 18   | Belgrano (Córdoba) -3         | 17  | 19 | 5  | 5 | 9  | 25 | 37 | -12  |
| 19   | Gimnasia y Esgrima (Jujuy)    | 9   | 19 | 2  | 3 | 14 | 17 | 43 | -26  |
| 20   | Ferro Carril Oeste            | 9   | 19 | 1  | 6 | 12 | 14 | 44 | -30  |

|  | Qualification directe pour la Copa Libertadores 2001 |
|  | Qualification directe pour la Copa Libertadores 2000 |
|  | T : Tenant du titre P : Club promu de Primera B      |

- Quatre clubs (Vélez Sarsfield, San Lorenzo de Almagro, Instituto et le Belgrano) reçoivent une pénalité de 3 points pour des incidents survenus au cours du championnat.

## Bilan de la saison
| Championnat d'Argentine de football 1999 |                                        |
| Champion                                 | River Plate (30e titre)                |
| Coupes et trophées                       |                                        |
| Vainqueur de la Coupe d'Argentine 1999   | Non disputée                           |
| Qualifications continentales             |                                        |
| Copa Libertadores 2001                   | River Plate                            |
| Copa Libertadores 2000                   | Rosario Central San Lorenzo de Almagro |
| Promotions et relégations                |                                        |
| Promus en Primera Division               | Aucun                                  |
| Relégués en Primera B Nacional           | Aucun                                  |